# Bövingen
Bövingen ist ein Ortsteil der Gemeinde Much im Rhein-Sieg-Kreis. Der Ort wurde 1079 erstmals urkundlich erwähnt.

## Lage
Bövingen liegt auf den Hängen des Bergischen Landes. Nachbarorte sind Oberheiden im Nordosten, Much im Südosten, Neuenhaus im Süden, Siefen im Südwesten, Birken im Westen und Eckhausen im Norden. Der Ort ist über die Landesstraßen 312 und 360 erreichbar. An der L 360 liegt das Gewerbegebiet Bövingen.

## Einwohner
1820 hatte das Dorf 66 Bewohner.
1830 hatte Bövingen 80 Einwohner.
1901 hatte der Weiler 94 Einwohner. Hier wohnten die Familien Ackerer Heinrich Josef Eschbach, Ackerin Witwe Peter Josef Eschbach, Ackerer Adolf Fix, Ackerin Witwe Heinrich Joh. Friedrichs, Ackerer Peter Johann Friedrichs, Ackerer Joh. Peter Gerhards, Baumgärtner Joh. Peter Gerhards, Schuster Wilhelm Gerhards, Ackerer Joh. Heimarin, Ackerer Peter Josef Klug, Schuster Joh. Wilhelm Kohlenbach, Ackerin Witwe Johann Josef Kraus, Ackerin Witwe Joh. Krimmel, Schreiner Moritz Ley, Ackerer Peter Miebach, Schneider Joh. Peter Müller, Hausierer Roland Pütz, Ackerer Caspar Josef Schlimbach, Ackerer Joh. Peter Sommerhäuser und Ackerer Joh. Peter Steinsträsser.
In Bövingen gibt es eine Hofgemeinschaft und ein Dorffest, alte Bräuche wie Maibaumsetzen und Sankt Martinszug und einen eigenen Wagen beim Mucher Karnevalszug.